# DDR-Leichtathletik-Meisterschaften 1982
Die DDR-Leichtathletik-Meisterschaften wurden 1982 zum 33. Mal ausgetragen und fanden vom 30. Juni bis 3. Juli im Dresdener Heinz-Steyer-Stadion statt.
Bei den Männern gelang es sieben Athleten (Emmelmann (100 m), Knebel (400 m), O. Beyer (1500 m), Lange (Weit), U. Beyer (Kugel), Lemme (Diskus) und Steuk (Hammer) sowie der Staffel vom SC DHfK Leipzig (4 × 400 m)) ihren Titel aus dem Vorjahr zu verteidigen, was bei den Frauen fünf Athletinnen (Göhr (100 m), Steuk (800 m), Fiedler (400 m Hürden), Bienias (Hoch) und Slupianek (Kugel) sowie der Staffel vom SC Motor Jena (4 × 100 m)) gelang.
Sportlicher Höhepunkt war der DDR-Rekord für Klubstaffeln über 4-mal 400 Meter der Frauen durch den SC Turbine Erfurt.
Die Ehrenpreise des Generalsekretärs des ZK der SED und Vorsitzenden des Staatsrates der DDR, Erich Honecker, erhielten für die besten Leistungen der Meisterschaften bei den Frauen Marita Koch für ihren 200-Meter-Lauf und bei den Männern der Kugelstoßer Udo Beyer. Beide kamen den Weltrekorden in ihren Disziplinen am nächsten.
Wie üblich wurden aus zeitlichen oder organisatorischen Gründen verschiedene Wettbewerbe aus dem Programm der in Dresden stattfindenden Hauptveranstaltung ausgelagert und an andere Orte zu anderen Terminen vergeben. In diesem Jahr waren dies der 3000-Meter-Lauf bei den Frauen, der 10.000-Meter-Lauf bei den Männern, der Siebenkampf (Frauen) sowie der Zehnkampf (Männer) und wie jedes Jahr die Crossläufe.
Die Potsdamerin Ulrike Bruns im 3000-Meter-Lauf und der Hallenser Werner Schildhauer über 10.000 Meter verteidigten ihre Titel aus dem Vorjahr erfolgreich. Schildhauer unterbot dabei seinen eigenen DDR-Rekord um fast 5 s. Der 19-jährige Schweriner Torsten Voss verbesserte im Zehnkampf die Junioren-Weltbestleistung von Daley Thompson um 263 Punkte.
Zu zwei Meisterehren kamen in diesem Jahr Marlies Göhr, Dagmar Rübsam, Ulrike Bruns, Olaf Beyer und Werner Schildhauer. Mit insgesamt 7 Gold-, 4 Silber- und 7 Bronzemedaillen war der SC Dynamo Berlin die erfolgreichste Mannschaft der Meisterschaften.

## Hauptveranstaltung

### Männer

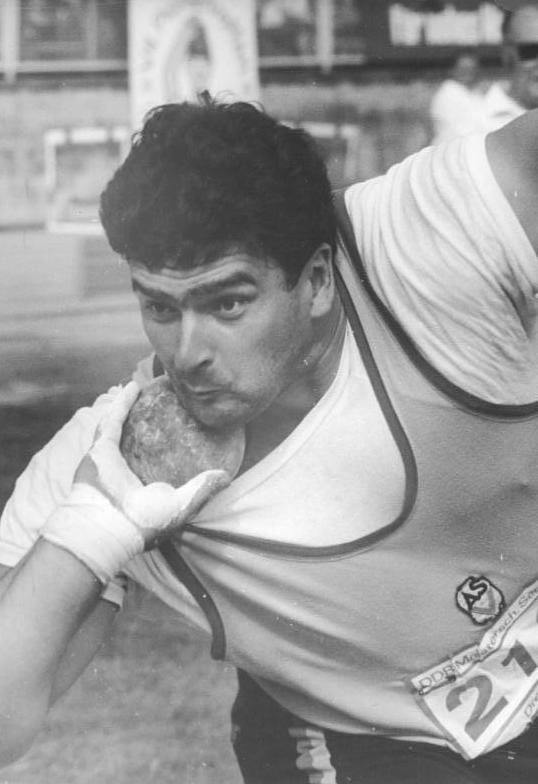
Udo Beyer errang im Kugelstoßen seinen sechsten Titel in Folge.

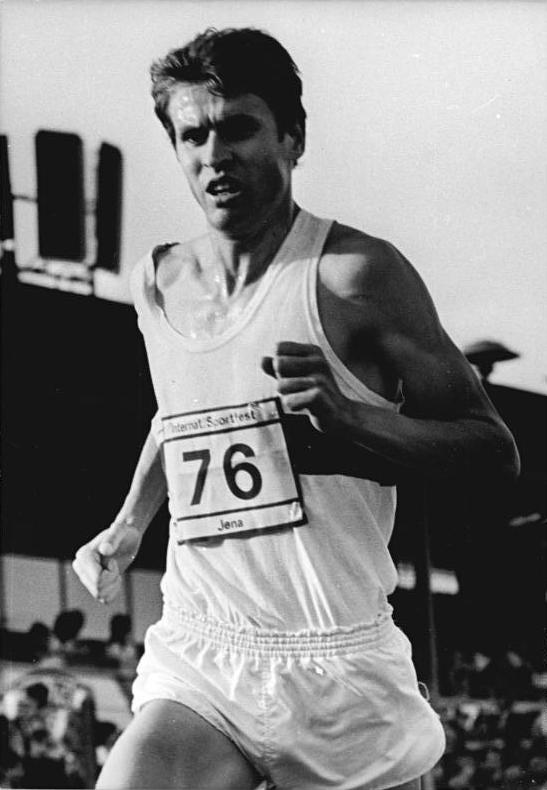
Werner Schildhauer verteidigt seinen Titel im 10.000-Meter-Lauf mit neuem DDR-Rekord.

| Disziplin        | Gold                                                                       | Gold         | Silber                                                                | Silber       | Bronze                                                                        | Bronze       |
| 00100 m          | Frank Emmelmann SC Magdeburg                                               | 10,27 s      | Olaf Prenzler SC Magdeburg                                            | 10,40 s      | Thomas Schröder SC Neubrandenburg                                             | 10,43 s      |
| 0200 m           | Detlef Kübeck SC Traktor Schwerin                                          | 20,60 s      | Gunter Motzkus SC Chemie Halle                                        | 20,78 s      | Thomas Schröder SC Neubrandenburg                                             | 20,98 s      |
| 0400 m           | Andreas Knebel SC Magdeburg                                                | 46,74 s      | Frank Richter SC DHfK Leipzig                                         | 46,88 s      | Carsten Petters SC Einheit Dresden                                            | 47,00 s      |
| 0800 m           | Detlef Wagenknecht SC Dynamo Berlin                                        | 1:46,50 min  | Olaf Beyer ASK Vorwärts Potsdam                                       | 1:46,90 min  | Hans-Joachim Mogalle SC Chemie Halle                                          | 1:47,12 min  |
| 1500 m           | Olaf Beyer ASK Vorwärts Potsdam                                            | 3:41,09 min  | Andreas Busse SC Einheit Dresden                                      | 3:41,17 min  | Hagen Melzer SC Einheit Dresden                                               | 3:41,80 min  |
| 5000 m           | Werner Schildhauer SC Chemie Halle                                         | 13:33,54 min | Jörg Peter SC Einheit Dresden                                         | 13:36,67 min | Hansjörg Kunze SC Empor Rostock                                               | 13:40,67 min |
| Marathon         | Waldemar Cierpinski SC Chemie Halle                                        | 2:13:58,6 h  | Matthias Weller SC Motor Jena                                         | 2:16:04,9 h  | Lothar Müller SC Einheit Dresden                                              | 2:16:16,2 h  |
| 110 m Hürden     | Thomas Munkelt SC DHfK Leipzig                                             | 13,65 s      | Holger Pohland SC DHfK Leipzig                                        | 13,75 s      | Jörg Naumann SC Karl-Marx-Stadt                                               | 13,80 s      |
| 400 m Hürden     | Uwe Ackermann SC Karl-Marx-Stadt                                           | 49,74 s      | Manfred Konow SC Traktor Schwerin                                     | 50,27 s      | Rolf Herrmann SC Dynamo Berlin                                                | 50,91 s      |
| 3000 m Hindernis | Rainer Wachenbrunner SC Dynamo Berlin                                      | 8:43,23 min  | Gerhard Wetzig SC DHfK Leipzig                                        | 8:43,95 min  | Frank Fermumm SC Traktor Schwerin                                             | 8:46,31 min  |
| 4 × 100 m        | SC Dynamo Berlin Andreas Oschkenat Detlef Burdack Uwe Grunert Roland Wolf  | 40,69 s      | ASK Vorwärts Potsdam Ingo Voge Guido Lieske Frank Möller Mike Littfin | 40,73 s      | SC DHfK Leipzig Thomas Friedrich Thomas Grieser Holger Pohland Thomas Munkelt | 40,86 s      |
| 4 × 400 m        | SC DHfK Leipzig Thomas Grieser Andreas Stolle Andreas Neuber Frank Richter | 3:10,04 min  | SC Neubrandenburg Bodo Behmer Mario Monien Andreas Kaliebe Ralf Beese | 3:10,58 min  | SC Magdeburg Andreas Knebel Hans-Jürgen Ende Frank Löper Jörg Bremer          | 3:13,96 min  |
| 20-km-Gehen      | Werner Heyer SC Dynamo Berlin                                              | 1:28:02 h    | Michael Bönke TSC Berlin                                              | 1:29:11 h    | Rex Noack TSC Berlin                                                          | 1:33:23 h    |
| 0050-km-Gehen    | Hartwig Gauder SC Turbine Erfurt                                           | 3:49:44 h    | –                                                                     | –            | –                                                                             | –            |
| Hochsprung       | Jörg Freimuth ASK Vorwärts Potsdam                                         | 2,22 m       | Uwe Rüdiger SC Chemie Halle                                           | 2,19 m       | Gerd Wessig SC Traktor Schwerin                                               | 2,19 m       |
| Stabhochsprung   | Steffen Giebe SC Einheit Dresden                                           | 5,20 m       | Olaf Kasten SC DHfK Leipzig                                           | 5,10 m       | Dieter Sickert SC Einheit Dresden                                             | 5,10 m       |
| Weitsprung       | Uwe Lange SC Dynamo Berlin                                                 | 7,85 m       | Lutz Dombrowski SC Karl-Marx-Stadt                                    | 7,85 m       | Frank Paschek TSC Berlin                                                      | 7,83 m       |
| Dreisprung       | Heiko Fermumm SC Traktor Schwerin                                          | 16,08 m      | Axel Groß SC Empor Rostock                                            | 15,96 m      | Bodo Behmer SC Neubrandenburg                                                 | 15,95 m      |
| Kugelstoßen      | Udo Beyer ASK Vorwärts Potsdam                                             | 21,47 m      | Matthias Schmidt SC Motor Jena                                        | 20,50 m      | Ulf Timmermann TSC Berlin                                                     | 20,22 m      |
| Diskuswurf       | Armin Lemme SC Magdeburg                                                   | 65,48 m      | Wolfgang Warnemünde SC Empor Rostock                                  | 64,88 m      | Hilmar Hoßfeld SC Turbine Erfurt                                              | 62,10 m      |
| Hammerwurf       | Roland Steuk TSC Berlin                                                    | 76,72 m      | Detlef Gerstenberg SC Dynamo Berlin                                   | 74,98 m      | Ralf Haber SC Karl-Marx-Stadt                                                 | 73,82 m      |
| Speerwurf        | Detlef Michel TSC Berlin                                                   | 88,50 m      | Burkhardt Looks SC Turbine Erfurt                                     | 84,04 m      | Detlef Fuhrmann SC Chemie Halle                                               | 83,30 m      |

1. ↑  Die restlichen drei Starter Weigel  (ASK), Dünkel und Meisch  (beide TSC) schieden aus.

### Frauen

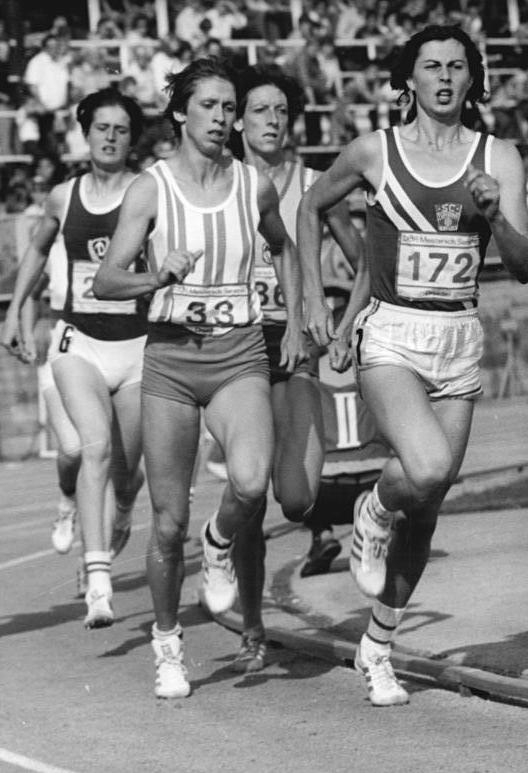
Martina Steuk (Nr. 33) siegt im 800-Meter-Lauf vor Ulrike Bruns (m.) und Hildegard Ullrich (Nr. 172)

| Disziplin    | Gold                                                                         | Gold        | Silber                                                                       | Silber      | Bronze                                                                            | Bronze      |
| 0100 m       | Marlies Göhr SC Motor Jena                                                   | 10,91 s     | Bärbel Wöckel SC Motor Jena                                                  | 10,95 s     | Marita Koch SC Empor Rostock                                                      | 11,01 s     |
| 0200 m       | Marita Koch SC Empor Rostock                                                 | 21,76 s     | Gesine Walther SC Turbine Erfurt                                             | 22,24 s     | Sabine Rieger SC Motor Jena                                                       | 22,47 s     |
| 0400 m       | Dagmar Rübsam SC Turbine Erfurt                                              | 50,74 s     | Sabine Busch SC Turbine Erfurt                                               | 51,08 s     | Gabriele Löwe SC Einheit Dresden                                                  | 51,58 s     |
| 0800 m       | Martina Steuk TSC Berlin                                                     | 1:59,25 min | Ulrike Bruns ASK Vorwärts Potsdam                                            | 1:59,38 min | Hildegard Ullrich SC Turbine Erfurt                                               | 1:59,76 min |
| 1500 m       | Ulrike Bruns ASK Vorwärts Potsdam                                            | 4:01,72 min | Beate Liebich SC Turbine Erfurt                                              | 4:07,66 min | Hildegard Ullrich SC Turbine Erfurt                                               | 4:14,05 min |
| 100 m Hürden | Bettine Gärtz SC Karl-Marx-Stadt                                             | 12,57 s     | Kerstin Knabe SC DHfK Leipzig                                                | 12,75 s     | Sabine Möbius SC DHfK Leipzig                                                     | 12,83 s     |
| 400 m Hürden | Ellen Fiedler SC Dynamo Berlin                                               | 55,44 s     | Birgit Uibel SC Cottbus                                                      | 56,09 s     | Petra Pfaff SC Cottbus                                                            | 57,47 s     |
| 4 × 100 m    | SC Motor Jena Ines Schmidt Bärbel Wöckel Sabine Rieger Marlies Göhr          | 42,49 s     | SC DHfK Leipzig Kerstin Behrendt Kerstin Walther Kerstin Knabe Sabine Möbius | 44,06 s     | SC Dynamo Berlin Romy Müller Christina Lathan Cornelia Riefstahl Berit Bergknecht | 44,93 s     |
| 4 × 400 m    | SC Turbine Erfurt Andrea Kiefer Sabine Busch Hildegard Ullrich Dagmar Rübsam | 3:29,07 min | SC Magdeburg Ilona Eulenstein Petra Masurat Heidrun Giggel Undine Bremer     | 3:33,54 min | SC Neubrandenburg Ramona Frehse Dürten Behrendt Katrin Schulz Christine Wachtel   | 3:33,69 min |
| Hochsprung   | Andrea Bienias SC DHfK Leipzig                                               | 1,94 m      | Jutta Kirst SC Dynamo Berlin                                                 | 1,92 m      | Susanne Helm SC Dynamo Berlin                                                     | 1,89 m      |
| Weitsprung   | Ramona Neubert SC Einheit Dresden                                            | 6,80 m      | Christine Schima SC Chemie Halle                                             | 6,73 m      | Heike Daute SC Motor Jena                                                         | 6,70 m      |
| Kugelstoßen  | Ilona Slupianek SC Dynamo Berlin                                             | 21,78 m     | Liane Schmuhl TSC Berlin                                                     | 20,95 m     | Ines Müller SC Empor Rostock                                                      | 20,43 m     |
| Diskuswurf   | Irina Meszynski TSC Berlin                                                   | 67,84 m     | Gisela Beyer ASK Vorwärts Potsdam                                            | 66,02 m     | Petra Sziegaud SC Dynamo Berlin                                                   | 65,60 m     |
| Speerwurf    | Ute Richter SC Einheit Dresden                                               | 64,62 m     | Petra Felke SC Motor Jena                                                    | 62,84 m     | Andrea Findeis SC Chemie Halle                                                    | 59,64 m     |

## Ausgelagerte Wettbewerbe
Wie üblich wurden aus zeitlichen oder organisatorischen Gründen verschiedene Wettbewerbe nicht im Rahmen der in Dresden stattfindenden Hauptveranstaltung ausgetragen.
Terminkalender der ausgelagerten Wettbewerbe in chronologischer Reihenfolge:
- Crosslauf: Ludwigsfelde, 14. März
- 3000-Meter-Lauf der Frauen und 10.000-Meter-Lauf der Männer: im Rahmen des Leichtathletik-Pfingstsportfestes im Ernst-Abbe-Sportfeld von Jena, 29. Mai
- Mehrkämpfe: im Georgij-Dimitroff-Stadion von Erfurt, 6. bis 7. Juli – Männer: Zehnkampf / Frauen Siebenkampf

### Männer
| Disziplin                      | Gold                               | Gold         | Silber                              | Silber       | Bronze                             | Bronze       |
| 10.000 m                       | Werner Schildhauer SC Chemie Halle | 27:33,66 min | Axel Krippschock SC Dynamo Berlin   | 28:22,95 min | Jörg Peter SC Einheit Dresden      | 28:23,83 min |
| Zehnkampf                      | Torsten Voss SC Traktor Schwerin   | 8387 Punkte  | Siegfried Stark SC Traktor Schwerin | 8181 Punkte  | Ronald Wiese SC Chemie Halle       | 8087 Punkte  |
| Crosslauf Mittelstrecke – 4 km | Olaf Beyer ASK Vorwärts Potsdam    | 9:58,7 min   | Andreas Hauck ASK Vorwärts Potsdam  | 10:00,0 min  | Frank Ruhkieck SC Traktor Schwerin | 10:13,4 min  |
| Crosslauf Langstrecke – 12 km  | Hansjörg Kunze SC Empor Rostock    | 29:11,7 min  | Werner Schildhauer SC Chemie Halle  | 29:14,7 min  | Axel Krippschock SC Dynamo Berlin  | 29:50,2 min  |

### Frauen
| Disziplin      | Gold                              | Gold        | Silber                            | Silber      | Bronze                             | Bronze      |
| 3000 m         | Ulrike Bruns ASK Vorwärts Potsdam | 8:54,09 min | Gabriele Riemann SC Dynamo Berlin | 8:55,64 min | Beate Liebich SC Turbine Erfurt    | 9:00,93 min |
| Siebenkampf    | Anke Vater SC Neubrandenburg      | 6366 Punkte | Anke Tröger SC Karl-Marx-Stadt    | 5959 Punkte | Cornelia Mangelow SC Dynamo Berlin | 5952 Punkte |
| Crosslauf 2 km | Beate Liebich SC Turbine Erfurt   | 5:48,4 min  | Heidrun Giggel SC Magdeburg       | 6:02,1 min  | Gabriele Riemann SC Dynamo Berlin  | 6:02,4 min  |

## Medaillenspiegel

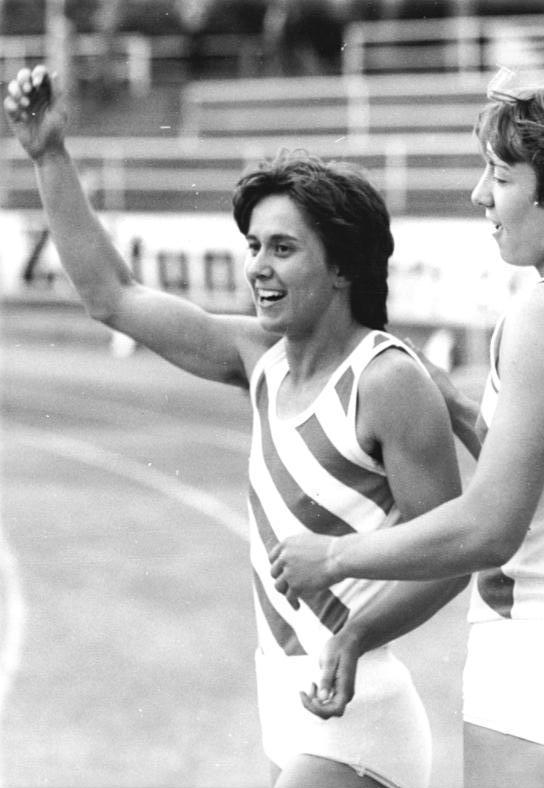
Sprinterin Marlies Göhr mit Erfolgen über 100 m und der 4-mal-100-Meter-Staffel. Rechts Staffelmitglied Sabine Rieger

Der Medaillenspiegel umfasst die Medaillengewinner und -gewinnerinnen aller Wettbewerbe.
| Platz | Verein                        | Verein               | Gold | Silber | Bronze | Gesamt |
| 01    | Logo vom SC Dynamo Berlin     | SC Dynamo Berlin     | 7    | 4      | 7      | 180    |
| 02    | Logo vom ASK Vorwärts Potsdam | ASK Vorwärts Potsdam | 6    | 5      | –      | 110    |
| 03    | Logo vom SC Turbine Erfurt    | SC Turbine Erfurt    | 4    | 4      | 4      | 120    |
| 04    | Logo vom TSC Berlin           | TSC Berlin           | 4    | 2      | 3      | 9      |
| 05    |                               | SC DHfK Leipzig      | 3    | 6      | 2      | 110    |
| 06    | Logo vom SC Chemie Halle      | SC Chemie Halle      | 3    | 4      | 4      | 110    |
| 07    | Logo vom SC Magdeburg         | SC Magdeburg         | 3    | 3      | 1      | 7      |
| 08    | Logo vom SC Einheit Dresden   | SC Einheit Dresden   | 3    | 2      | 6      | 110    |
| 09    | Logo vom SC Traktor Schwerin  | SC Traktor Schwerin  | 3    | 2      | 3      | 8      |
| 10    | Logo vom SC Motor Jena        | SC Motor Jena        | 2    | 4      | 2      | 8      |
| 11    | Logo vom SC Empor Rostock     | SC Empor Rostock     | 2    | 2      | 3      | 8      |
| 12    | Logo vom SC Karl-Marx-Stadt   | SC Karl-Marx-Stadt   | 2    | 2      | 2      | 6      |
| 13    | Logo vom SC Neubrandenburg    | SC Neubrandenburg    | 1    | 1      | 4      | 6      |
| 14    | Logo vom SC Cottbus           | SC Cottbus           | –    | 1      | 1      | 2      |
|       | Total                         | Total                | 43   | 42     | 42     | 127    |

## Randnotizen
Im Rahmen der Meisterschaften, wurden erfolgreiche Athleten vergangener Jahre feierlich aus der Nationalmannschaft verabschiedet. Unter denen, die ihre Laufbahn beendeten, sind Rosemarie Ackermann, Evelin Jahl, Burglinde Pollak, Klaus-Dieter Kurrat, Jürgen Straub, Frank Wartenberg, Wolfgang Schmidt und Wolfgang Hanisch.